# Andrea Gropa
Andrea Gropa (en serbio: Андрија Гропа, Andrija Gropa) fue un señor feudal (župan) de Ohrid, primero como un vasallo menor del rey de Serbia, Vukašin Mrnjavčević (1365-1371), luego como un vasallo otomano después de la batalla de Maritza. Provenía de la noble familia albanesa Gropa.

## Biografía
Andrea era un miembro de la familia albanesa Gropa. Su ancestro Pablo Gropa fue reconocido por Carlos de Anjou en 1273 como: «nobili viro sevasto Paulo Gropa »casalia Radicis maioris et Radicis minons, пeс non Cobocheste, Zuadigoriсa, Sirclani et Сraye, Zessizan sitam in valle de Ebu». Durante la expansión serbia en Macedonia, la familia Gropa también se trasladó hacia el sur, llegando a ser vecinos de las familias Arianiti y Spata. 
Luego de la muerte del emperador serbio Dušan (1355), Gropa era un gobernante local en el distrito de Ohrid. Antes de la batalla de Maritza, Gropa era un vasallo de la familia Mrnjavčević; El rey serbio Vukašin Mrnjavčević (1365-1371), poseía Macedonia occidental como un cogobernante del emperador Esteban Uroš V (1355-1371).
Después de la muerte de Vukašin y su hermano Uglješa en la batalla de Maritza contra los turcos otomanos en 1371, y la posterior muerte del emperador, hubo una crisis en la designación del sucesor al trono. El hijo de Vukašin, Marko, no tuvo el poder suficiente como para unir a sus señores, y sólo conservó un pequeño territorio desde su base en Prilep.
Luego de Maritza, la familia Dejanović se convirtió en vasallo de los otomanos. Para 1377, Vuk Branković, un noble serbio, extendió su dominio sobre Skopie, y Gropa es mencionado como señor de Ohrid. Bogdan, Gropa y Marko, y el resto de los gobernantes en el oeste de Macedonia se convirtieron en vasallos del sultán Murad I. Los vasallos tenían que pagar tributo al sultán otomano y suministrar tropas en caso de guerra. 
Gropa es mencionado como Gran Príncipe (župan veliki) en una inscripción griega de piedra que data de 1378. Se proclamó como Gran Príncipe de Ohrid, en el suroeste de Macedonia. En 1379, se convirtió en el fundador (ktetor) de una iglesia de Ohrid dedicada a San Clemente. Fue mencionado como «župan Gropa» en la inscripción del funeral de su yerno Ostoja Rajaković (1380). 
Según las crónicas de Muzaka, se unió con Andrea II Muzaka y la familia Balšić contra Marko; Consiguió obtener las ciudades de Kastoriá y Debar, y se hizo semiindependiente de su señor [Marko].
Gropa también acuñó sus propias monedas. Hallazgos que datan de c. 1377 - c. 1385, inscritos en serbio antiguo mencionan su título como župan y hospodar, con su firma como «Po milosti Božijoj župan Gropa». Fue el último gobernante cristiano de Ohrid antes de la conquista otomana. Su firma se encuentra en el scriptorium de la Iglesia de Santa Sofía en Ohrid. 
La fecha de su muerte es desconocida, las crónicas de Muzaka mencionan que no tuvo descendientes varones y que sus tierras fueron asignadas a la familia Muzaka después de su fallecimiento, sin embargo, lo más probable es que fueran concedidas a Marko.

## Familia
Gropa se casó con Ana (Kyranna), la hija de Andrea II Muzaka. Su cuñado fue Balša II Balšić. El yerno de Gropa fue Ostoja Rajaković, un señor en Ohrid y pariente de Marko Mrnjavčević.